# Scotochrosta scannensis
Scotochrosta scannensis är en fjärilsart som beskrevs av Franz Dannehl 1929. Scotochrosta scannensis ingår i släktet Scotochrosta och familjen nattflyn. Inga underarter finns listade.